# Mehdi Azar Yazdi
Mehdi Azar Yazdi (persisch مهدی آذر یزدی) (geb. 18. März 1922 in Khorramschah; gest. 9. Juli 2009 in Teheran) war ein iranischer Kinder- und Jugendbuchautor. Für seine Werke erhielt er mehrere Auszeichnungen.

## Leben

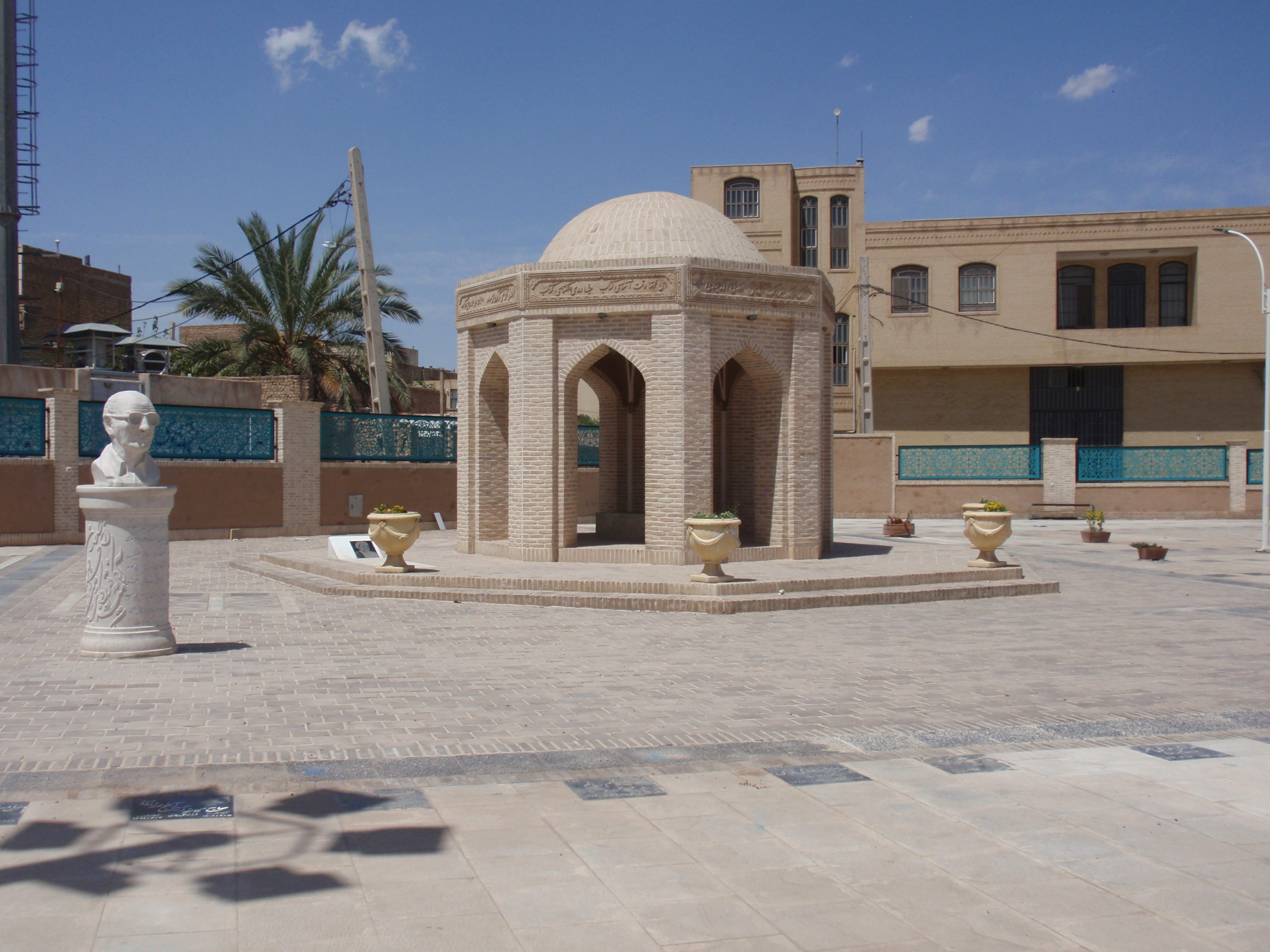
Grabmal in Yazd

Mehdi Azar Yazdi wurde in Khorramschah, einem Vorort von Yazd, geboren. Seine Vorfahren waren noch zwei oder drei Generationen zuvor Zoroastrier gewesen. Mehdi Azar Yazdi wurde im muslimischen Glauben erzogen. Seine Eltern hatten an der Pilgerreise nach Mekka teilgenommen. Von seiner Großmutter lernte er, den Koran zu lesen. Unterricht im Schreiben erhielt er von seinem Vater. Ab dem zwölften Lebensjahr besuchte er zwei Jahre lang täglich für eine halbe Stunde Grammatikunterricht die Schule des Khans von Yazd. Als Kind arbeitete er mit seinem Vater in der Landwirtschaft, im Garten und in der Steppe. Später absolvierte er eine Maurerlehre und verdiente seinen Lebensunterhalt unter anderem als Strumpfstricker und Lehrling bei einem Buchhändler. Im Alter von 35 Jahren begann er, Erzählungen aus Werken der alten persischen Literatur sowie aus persischen Übersetzungen arabischer Bücher für Kinder und Jugendliche einfacher und in zeitgemäßer Sprache nachzuerzählen und zu bearbeiten. Mehdi Azar Yazdi starb nach längerer Krankheit im Alter von 87 Jahren in Teheran. Er wurde in seiner Heimatstadt Yazd beigesetzt. Die Inschrift auf seinem Sarkophag lautet: Mehdi Azar Yazdi, der Vater der Kinderliteratur.

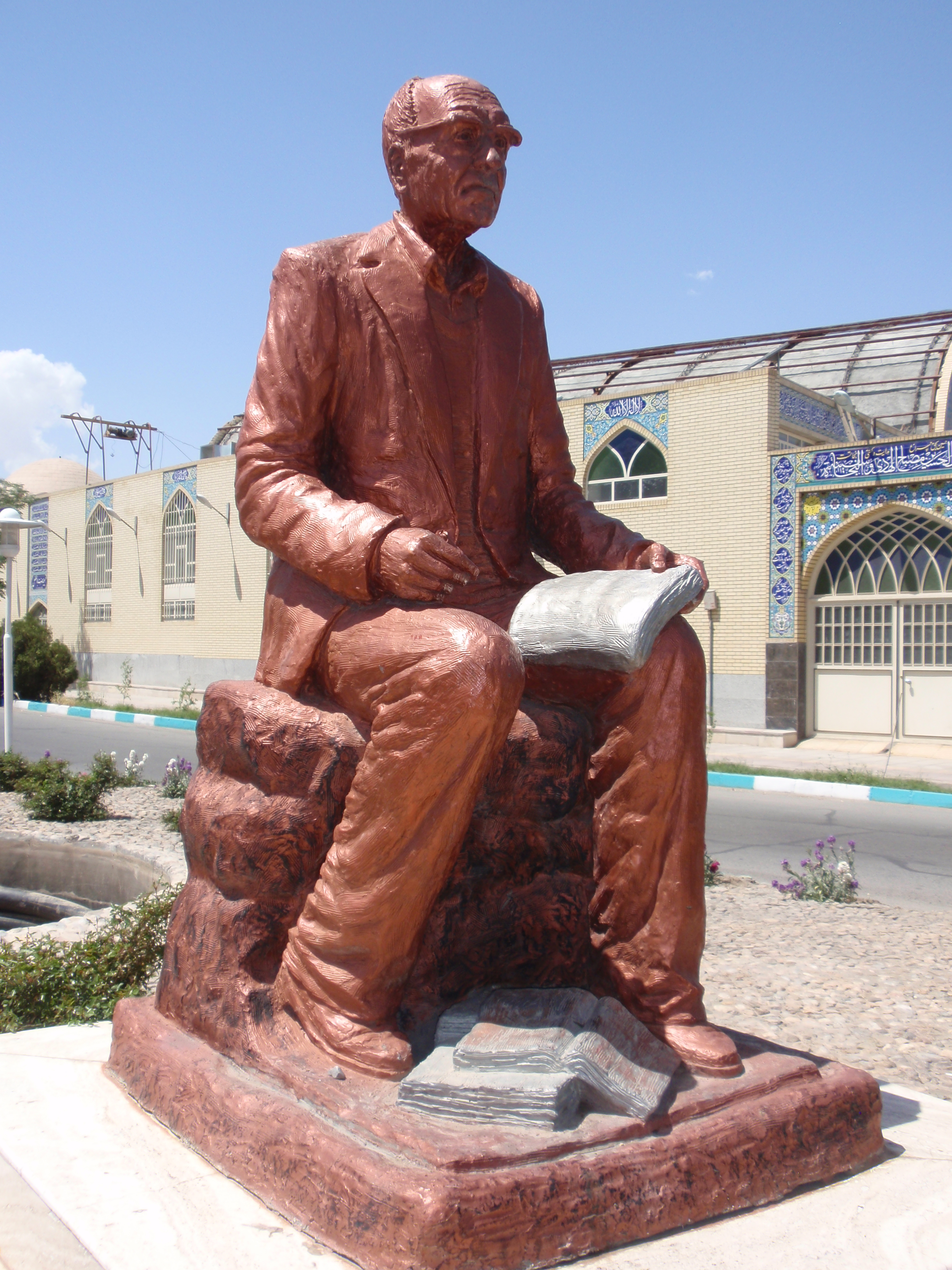
Denkmal für Mehdi Azar Yazdi an der Einmündung der nach ihm benannten Straße in Yazd

## Werk
Das Werk „Gute Geschichten für gute Kinder“ erschien ab dem Jahr 1957 in acht Bänden. Es enthält Bearbeitungen von Erzählungen u. a. aus dem Golestan, Masnavi-e Manavi, Marzbanname, Sindbadname, aus dem Koran sowie dem Leben des Propheten Mohammad und wurde 1966 von der UNESCO ausgezeichnet. In Iran wurde das Buch außerdem im Jahr 1967 zum besten Buch des Jahres in der Sparte Kinder- und Jugendliteratur gekürt. Sein weiteres Werk „Neue Geschichten aus alten Büchern“ erschien in den Jahren 1965 bis 1972 in zehn Heften. Sie enthalten u. a. Fabeln, Geschichten zu persischen Sprichwörtern, Nacherzählungen aus den Abhandlungen des Schams-e Tabrizi sowie eine Bearbeitung der Erzählung Hayy ibn Yaqzan von Ibn Tufail. Ein Sammelband, der die zehn Hefte enthält, erreichte im Jahr 2012 die 15. Auflage. Fünf der zehn Hefte liegen unter dem Titel „Der Kern der Sache“ in deutscher Übersetzung vor. Mehdi Azar Yazdis Bücher behandeln ethische Fragen in humorvoller Weise.

## Azar-Yazdi-Preis
Im Jahr 2015 wurde zum ersten Mal der Azar-Yazdi-Preis verliehen.

## Deutsche Ausgaben
- Der Kern der Sache. AKV Edition Hamouda, Leipzig 2015, ISBN 978-3-940075-97-0.
- Gute Geschichten. Islamisches Zentrum Hamburg, Hamburg 2013, ISBN 978-3-925165-36-8.
- Gelebte Liebe: Geschichten der Ahl-ul-Bait. M-haditec, Bremen 2010, ISBN 978-3-939416-41-8.
- Gute Geschichten. Sazman-Tablighat-Islami, Teheran 1996.